# Tristria guangxiensis
Tristria guangxiensis is een rechtvleugelig insect uit de familie veldsprinkhanen (Acrididae). De wetenschappelijke naam van deze soort is voor het eerst geldig gepubliceerd in 1991 door Li, Lu, Jiang & Meng.